# Køling
Køling er overførsel af termisk energi via termisk stråling (termisk-IR), varmeledning eller konvektion. Køling kan også henføre til:

## Teknikker
- Luftkonditionering
- Luftkøling
- Evaporativ køling
- Fordampningskøling
- Computerkøling
  - Computervandkøling
- Kryogen køling
- Varmeledning
- Frikøling
- Laserkøling
- Termoelektrisk køling
- Magnetisk køling

## Apparater
- Varmeveksler
  - Radiator (motordel)
  - Ladeluftkøler
  - Køleplade
- Kølemiddel
  - Kølervæske
- Køletårne
- Varmerør (heat-pipe)
- Varmepumpe

## Andet
- Køling (bebyggelse) - bebyggelse i Felsted Sogn.